# Copa de Francia de Ciclismo 2021
La 30.ª edición de la Copa de Francia de Ciclismo de 2021 fue una serie de carreras de ciclismo en ruta que se realizó en Francia. Comenzó el 31 de enero con el Gran Premio Ciclista la Marsellesa y finalizó el 17 de octubre con la Boucles de l'Aulne.
Formaron parte de la competición las dieciséis pruebas de un día más importantes del calendario francés del UCI Europe Tour 2021 y el UCI ProSeries 2021, dentro de la categoría 1.1 y 1.Pro. Así mismo, formaron parte de la clasificación todos los ciclistas que tenían contrato con equipos ciclistas franceses estableciendo un sistema de puntuación en función de la posición conseguida en cada clásica y a partir de ahí se creaba la clasificación.

## Sistema de puntos

### Clasificación individual
| Posición | 1  | 2  | 3  | 4  | 5  | 6  | 7  | 8  | 9  | 10 | 11 | 12 | 13 | 14 | 15 |
| Puntos   | 50 | 35 | 25 | 20 | 18 | 16 | 14 | 12 | 10 | 8  | 6  | 5  | 3  | 3  | 3  |

### Clasificación por equipos
| Posición | 1  | 2 | 3 | 4 | 5 | 6 | 7 | 8 | 9 |
| Puntos   | 12 | 9 | 8 | 7 | 6 | 5 | 4 | 3 | 2 |

## Carreras puntuables
| Clasificación |                  |                                    |                        |                            |                                      |                                       |
| N.º           | Fecha            | Carrera                            | Ganador                | Equipo                     | Líder de la clasificación individual | Líder de la clasificación por equipos |
| ------------- | ---------------- | ---------------------------------- | ---------------------- | -------------------------- | ------------------------------------ | ------------------------------------- |
| 1.ª           | 31 de enero      | Gran Premio Ciclista la Marsellesa | Aurélien Paret-Peintre | AG2R Citroën               | Aurélien Paret-Peintre               | AG2R Citroën                          |
| 2.ª           | 28 de marzo      | Gran Premio Cholet-Pays de Loire   | Elia Viviani           | Cofidis, Solutions Crédits | Elia Viviani                         | AG2R Citroën                          |
| 3.ª           | 4 de abril       | La Roue Tourangelle                | Arnaud Démare          | Groupama-FDJ               | Arnaud Démare                        | AG2R Citroën                          |
| 4.ª           | 16 de mayo       | Tro Bro Leon                       | Connor Swift           | Arkéa Samsic               | Connor Swift                         | Arkéa Samsic                          |
| 5.ª           | 22 de mayo       | Tour de Finisterre                 | Benoît Cosnefroy       | AG2R Citroën               | Benoît Cosnefroy                     | AG2R Citroën                          |
| 6.ª           | 15 de junio      | París-Camembert                    | Dorian Godon           | AG2R Citroën               | Dorian Godon                         | AG2R Citroën                          |
| 7.ª           | 15 de agosto     | Polynormande                       | Valentin Madouas       | Groupama-FDJ               | Dorian Godon                         | AG2R Citroën                          |
| 8.ª           | 5 de septiembre  | Tour de Doubs                      | Dorian Godon           | AG2R Citroën               | Dorian Godon                         | AG2R Citroën                          |
| 9.ª           | 12 de septiembre | Gran Premio de Fourmies            | Elia Viviani           | Cofidis, Solutions Crédits | Dorian Godon                         | AG2R Citroën                          |
| 10.ª          | 19 de septiembre | Gran Premio de Isbergues           | Elia Viviani           | Cofidis, Solutions Crédits | Elia Viviani                         | AG2R Citroën                          |
| 11.ª          | 21 de septiembre | Gran Premio de Denain              | Jasper Philipsen       | Alpecin-Fenix              | Elia Viviani                         | AG2R Citroën                          |
| 12.ª          | 1 de octubre     | Route Adélie                       | Arvid de Kleijn        | Rally                      | Elia Viviani                         | AG2R Citroën                          |
| 13.ª          | 2 de octubre     | Clásica de Loire-Atlantique        | Alan Riou              | Arkéa Samsic               | Dorian Godon                         | AG2R Citroën                          |
| 14.ª          | 9 de octubre     | Tour de Vendée                     | Bram Welten            | Arkéa Samsic               | Dorian Godon                         | AG2R Citroën                          |
| 15.ª          | 16 de octubre    | Gran Premio de Morbihan            | Arne Marit             | Sport Vlaanderen-Baloise   | Dorian Godon                         | AG2R Citroën                          |
| 16.ª          | 17 de octubre    | Boucles de l'Aulne                 | Stan Dewulf            | AG2R Citroën               | Dorian Godon                         | AG2R Citroën                          |

## Clasificaciones finales
Clasificaciones a 17 de octubre de 2021.

### Individual
| Clasificación |                     |                                    |        |
| Posición      | Ciclista            | Equipo                             | Puntos |
| ------------- | ------------------- | ---------------------------------- | ------ |
| 1.º           | Dorian Godon        | AG2R Citroën                       | 191    |
| 2.º           | Elia Viviani        | Cofidis, Solutions Crédits         | 175    |
| 3.º           | Valentin Madouas    | Groupama-FDJ                       | 138    |
| 4.º           | Bram Welten         | Arkéa Samsic                       | 105    |
| 5.º           | Benoît Cosnefroy    | AG2R Citroën                       | 90     |
| 6.º           | Arnaud Démare       | Groupama-FDJ                       | 84     |
| 7.º           | Pierre-Luc Périchon | Cofidis, Solutions Crédits         | 77     |
| 8.º           | Biniam Girmay       | Intermarché-Wanty-Gobert Matériaux | 74     |
| 9.º           | Jason Tesson        | Saint Michel-Auber93               | 69     |
| 10.º          | Baptiste Planckaert | Intermarché-Wanty-Gobert Matériaux | 69     |

### Jóvenes
| Clasificación |                        |                                    |        |
| Posición      | Ciclista               | Equipo                             | Puntos |
| ------------- | ---------------------- | ---------------------------------- | ------ |
| 1.º           | Dorian Godon           | AG2R Citroën                       | 191    |
| 2.º           | Valentin Madouas       | Groupama-FDJ                       | 138    |
| 3.º           | Bram Welten            | Arkéa Samsic                       | 105    |
| 4.º           | Biniam Girmay          | Intermarché-Wanty-Gobert Matériaux | 74     |
| 5.º           | Jason Tesson           | Saint Michel-Auber93               | 69     |
| 6.º           | Stan Dewulf            | AG2R Citroën                       | 50     |
| 7.º           | Alan Riou              | Arkéa Samsic                       | 50     |
| 8.º           | Aurélien Paret-Peintre | AG2R Citroën                       | 50     |
| 9.º           | Arne Marit             | Sport Vlaanderen-Baloise           | 50     |
| 10.º          | Jasper Philipsen       | Alpecin-Fenix                      | 50     |

### Equipos
| Clasificación |                                 |        |
| Posición      | Equipo                          | Puntos |
| ------------- | ------------------------------- | ------ |
| 1.º           | AG2R Citroën                    | 146    |
| 2.º           | Arkéa Samsic                    | 129    |
| 3.º           | Cofidis, Solutions Crédits      | 113    |
| 4.º           | TotalEnergies                   | 104    |
| 5.º           | B&B Hotels p/b KTM              | 95     |
| 6.º           | Groupama-FDJ                    | 93     |
| 7.º           | Saint Michel-Auber93            | 67     |
| 8.º           | Xelliss-Roubaix Lille Métropole | 61     |
| 9.º           | Delko                           | 55     |